# Liste des chapitres de Coq de combat
Cet article est un complément de l'article sur le manga Coq de combat. Il contient la liste des volumes du manga parus en presse, avec les chapitres qu’ils contiennent.
À la suite du changement d'éditeur à partir du tome 20 qui a entrainé un changement de format et de design des tankōbon, les premiers tomes ont été réédités par Kōdansha au Japon. Le manga a été réédité en sept tomes entre juin 2011 et septembre 2011.
En France, la réédition des premiers tomes a débuté le 11 avril 2012, en même temps que la sortie du tome 20, avec la sortie simultanée des 2 premiers volumes. Cette réédition comporte dix-neuf tomes à la différence de la réédition japonaise.

## Volumes reliés

### Tomes 1 à 10
| no | Japonais         | Japonais      | Français        | Français          |
| no | Date de sortie   | ISBN          | Date de sortie  | ISBN              |
| --- | ---------------- | ------------- | --------------- | ----------------- |
| 1 | 12 novembre 1998 | 4-575-82383-X | 11 avril 2012   | 978-2-7560-3141-5 |
| Première édition : 24 janvier 2003, (ISBN 978-2-84055-959-7)Liste des chapitres : - Chapitre 1 : Cet endroit dans le brouillard - Chapitre 2 : La nuit des bêtes - Chapitre 3 : Sol impur - Chapitre 4 : Un adolescent tueur - Chapitre 5 : Kenji Kurokawa - Chapitre 6 : Le poing - Chapitre 7 : Rouge sang - Chapitre 8 : Le parapluie rouge - Chapitre 9 : Voyager dans la nuit - Chapitre 10 : Retour au calme                                 |                  |               |                 |                   |
| 2 | 5 janvier 1999   | 4-575-82394-5 | 11 avril 2012   | 978-2-7560-3142-2 |
| Première édition : 15 mars 2003, (ISBN 978-2-84789-019-8)Liste des chapitres : - Chapitre 11 : Pour gagner - Chapitre 12 : La bagarre - Chapitre 13 : Le mitard - Chapitre 14 : Poignée de main - Chapitre 15 : Isao Kanayama - Chapitre 16 : Me-Kum Kim - Chapitre 17 : Fleurs d'équinoxe - Chapitre 18 : Kumite - Chapitre 19 : Combat ultime - Chapitre 20 : Dehors                                                                             |                  |               |                 |                   |
| 3 | 12 avril 1999    | 4-575-82416-X | 16 mai 2012     | 978-2-7560-3301-3 |
| Première édition : 13 juin 2003, (ISBN 978-2-84789-020-4)Liste des chapitres : - Chapitre 21 : Ryô - Chapitre 22 : Megumi - Chapitre 23 : Une chambre - Chapitre 24 : Viol - Chapitre 25 : De lointaines acclamations - Chapitre 26 : Fleurs fanées - Chapitre 27 : Bête féroce - Chapitre 28 : Sainte nuit - Chapitre 29 : Le camp des perdants - Chapitre 30 : Deux "bêtes de combat"                                                            |                  |               |                 |                   |
| 4 | 9 juillet 1999   | 4-575-82432-1 | 16 mai 2012     | 978-2-7560-3302-0 |
| Première édition : 5 septembre 2003, (ISBN 978-2-84789-021-1)Liste des chapitres : - Chapitre 31 : Cauchemar - Chapitre 32 : Hideji Ôsawa - Chapitre 33 : Défaite - Chapitre 34 : La mort d'un karatéka - Chapitre 35 : Condoléances sous la neige - Chapitre 36 : Du dédain - Chapitre 37 : Un projet en cours - Chapitre 38 : La lune à son zénith - Chapitre 39 : Un combat - Chapitre 40 : Combat à mort                                       |                  |               |                 |                   |
| 5 | 28 mars 2000     | 4-575-82452-6 | 13 juin 2012    | 978-2-7560-3303-7 |
| Première édition : 24 octobre 2003, (ISBN 978-2-84789-207-9)Liste des chapitres : - Chapitre 41 : Vers le nord - Chapitre 42 : Sous le cerisier en fleur - Chapitre 43 : Sur une île isolée - Chapitre 44 : Début - Chapitre 45 : Tournoi décisif - Chapitre 46 : Finale - Chapitre 47 : Accident - Chapitre 48 : Ni star ni champion - Chapitre 49 : Vers un nouveau combat - Chapitre 50 : Pluie de juin                                         |                  |               |                 |                   |
| 6 | 28 avril 2000    | 4-575-82488-7 | 13 juin 2012    | 978-2-7560-3304-4 |
| Première édition : 18 février 2004, (ISBN 978-2-84789-023-5)Liste des chapitres : - Chapitre 51 : L'éclair - Chapitre 52 : Dans la montagne - Chapitre 53 : Éclaboussures - Chapitre 54 : Un tueur arrive du sud - Chapitre 55 : Dans les ténèbres - Chapitre 56 : Descendre de la montagne - Chapitre 57 : Arena - Au fond de la mer - Chapitre 58 : Retiens ton souffle - Chapitre 59 : Les gens de la Chao Phraya - Chapitre 60 : Dernier round |                  |               |                 |                   |
| 7 | 22 mai 2000      | 4-575-82492-5 | 22 août 2012    | 978-2-7560-3305-1 |
| Première édition : 24 mars 2004, (ISBN 978-2-84789-378-6)Liste des chapitres : - Chapitre 61 : Fin du combat - Chapitre 62 : Le démon est de retour - Chapitre 63 : La tour de Tokyo - Chapitre 64 : Sabre chinois - Chapitre 65 : Le paradis - Chapitre 66 : Le paradis 2 - Chapitre 67 : Dépression - Chapitre 68 : Désirs de meurtre - Chapitre 69 : Le roi du ring se lève - Chapitre 70 : Marcher droit devant soi                            |                  |               |                 |                   |
| 8 | 27 juin 2000     | 4-575-82499-2 | 10 octobre 2012 | 978-2-7560-3306-8 |
| Première édition : 26 mai 2004, (ISBN 978-2-84789-379-3)Liste des chapitres : - Chapitre 71 : Natsumi - Chapitre 72 : Sans l'aide des dieux - Chapitre 73 : Les stéroïdes - Chapitre 74 : Tôkichi - Chapitre 75 : Un homme de main - Chapitre 76 : Le plus fort des amateurs - Chapitre 77 : Un homme abandonné par l'amour - Chapitre 78 : Entraînements - Chapitre 79 : Venin - Chapitre 80 : Le roi des cieux                                   |                  |               |                 |                   |
| 9 | 8 septembre 2000 | 4-575-82509-3 | 15 juin 2013    | 978-2-7560-3307-5 |
| Première édition : 15 septembre 2004, (ISBN 978-2-84789-465-3)Liste des chapitres : - Chapitre 81 : Crime et châtiment - Chapitre 82 : Anticiper - Chapitre 83 : Les fleurs du cerisier - Chapitre 84 : Le reflet de la lune - Chapitre 85 : Le jour du jugement - Chapitre 86 : Lethal Fight The Millenium - Chapitre 87 : Congestion - Chapitre 88 : Bleu et rouge - Chapitre 89 : Le gong - Chapitre 90 : Le début d'une longue nuit            |                  |               |                 |                   |
| 10 | 11 décembre 2000 | 4-575-82525-5 | 3 juillet 2013  | 978-2-7560-3308-2 |
| Première édition : 9 février 2005, (ISBN 978-2-84789-479-0)Liste des chapitres : - Chapitre 91 : Un déluge de "à mort" - Chapitre 92 : Immobile - Chapitre 93 : Deuxième round - Chapitre 94 : Le garçon sous la pluie - Chapitre 95 : Down - Chapitre 96 : Abattu en plein air - Chapitre 97 : Exécution de la bête - Chapitre 98 : Au coin du ring - Chapitre 99 : Le round de la mort - Chapitre 100 : Virus                                    |                  |               |                 |                   |

### Tomes 11 à 20
| no | Japonais         | Japonais      | Français          | Français          |
| no | Date de sortie   | ISBN          | Date de sortie    | ISBN              |
| --- | ---------------- | ------------- | ----------------- | ----------------- |
| 11 | 26 mars 2001     | 4-575-82551-4 | 11 septembre 2013 | 978-2-7560-3309-9 |
| Première édition : 18 mai 2005, (ISBN 978-2-84789-480-6)Liste des chapitres : - Chapitre 101 : Un miracle pourpre - Chapitre 102 : Devant l'écran - Chapitre 103 : Brise les normes ! - Chapitre 104 : Dernier round - Chapitre 105 : La forme ultime du tsuki - Chapitre 106 : La volonté du ciel - Chapitre 107 : Le roi ! Une aile en moins... (première partie) - Chapitre 108 : Le roi ! Une aile en moins... (deuxième partie) - Chapitre 109 : La dignité du roi - Chapitre 110 : La chute d'un couteau |                  |               |                   |                   |
| 12 | 28 juin 2001     | 4-575-82572-7 | 13 novembre 2013  | 978-2-7560-4818-5 |
| Première édition : 14 septembre 2005, (ISBN 978-2-84789-481-3)Liste des chapitres : - Chapitre 111 : Les scellés - Chapitre 112 : Doubles poings - Chapitre 113 : Dénouement - Chapitre 114 : Flirt avec la mort - Chapitre 115 : Retrouvailles - Chapitre 116 : Disparition - Chapitre 117 : Le frère et la sœur - Chapitre 118 : Provocation en duel - Chapitre 119 : Pleine lune - Chapitre 120 : Encore !                                                                                                  |                  |               |                   |                   |
| 13 | 28 octobre 2001  | 4-575-82607-3 | 15 janvier 2014   | 978-2-7560-3575-8 |
| Première édition : 7 décembre 2005, (ISBN 978-2-84789-956-6)Liste des chapitres : - Chapitre 121 : Jô contre tonfa - Chapitre 122 : Le bâton diabolique - Chapitre 123 : Fulguration - Chapitre 124 : Descente aux enfers - Chapitre 125 : La ligne médiane - Chapitre 126 : Lune de sang - Chapitre 127 : Nyorai - Chapitre 128 : Sans lumière - Chapitre 129 : Sensation d'une présence - Chapitre 130 : Des ondes sur l'eau - Chapitre 131 : Les attements de cœur                                          |                  |               |                   |                   |
| 14 | 19 décembre 2001 | 4-575-82627-8 | 1er mars 2014     | 978-2-7560-3620-5 |
| Première édition : 8 février 2006, (ISBN 978-2-7560-0075-6)Liste des chapitres : - Chapitre 132 : Une ville en décomposition - Chapitre 133 : Le Démon de l'Orient - Chapitre 134 : Du fric - Chapitre 135 : Funambule - Chapitre 136 : Le clébard - Chapitre 137 : Feu et vacuité - Chapitre 138 : Son Gokû - Chapitre 139 : Agilité d'un singe divin - Chapitre 140 : Enchaînement - Chapitre 141 : Le vieux maître - Chapitre 142 : Liu di Ling                                                             |                  |               |                   |                   |
| 15 | 18 avril 2002    | 4-575-82663-4 | 14 mai 2014       | 978-2-7560-3621-2 |
| Première édition : 14 juin 2006, (ISBN 978-2-7560-0153-1)Liste des chapitres : - Chapitre 143 : La montagne sacrée - Chapitre 144 : Yan - Chapitre 145 : Équilibre - Chapitre 146 : Entraînements - Chapitre 147 : Le bambou - Chapitre 148 : Le rocher sibyllin - Chapitre 149 : Le livre des arcanes - Chapitre 150 : L'émergence du Chi (partie 1) - Chapitre 151 : L'émergence du Chi (partie 2) - Chapitre 152 : Le erhu - Chapitre 153 : Le singe noir                                                   |                  |               |                   |                   |
| 16 | 18 août 2002     | 4-575-82709-6 | 20 août 2014      | 978-2-7560-3622-9 |
| Première édition : 12 juillet 2006, (ISBN 978-2-7560-0184-5)Liste des chapitres : - Chapitre 154 : Maître et disciple - Chapitre 155 : Les sanglots - Chapitre 156 : Quelques pas de plus - Chapitre 157 : À deux contre un - Chapitre 158 : La pitance - Chapitre 159 : Ennemis - Chapitre 160 : Dos à dos - Chapitre 161 : Singe noir vs coq de combat (partie 1) - Chapitre 162 : Singe noir vs coq de combat (partie 2) - Chapitre 163 : Singe noir vs coq de combat (partie 3) - Chapitre 164 : Le visage |                  |               |                   |                   |
| 17 | 12 décembre 2002 | 4-575-82760-6 | 1er octobre 2014  | 978-2-7560-3655-7 |
| Première édition : 6 décembre 2006, (ISBN 978-2-7560-0185-2)Liste des chapitres : - Chapitre 165 : Tôma - Chapitre 166 : Jin - Chapitre 167 : Retour au pays - Chapitre 168 : Voix - Chapitre 169 : La divine comédie - Chapitre 170 : Lumière - Chapitre 171 : Décision - Chapitre 172 : Grenouille - Chapitre 173 : Tôma et le démon - Chapitre 174 : Baptême - Chapitre 175 : Danse (partie 1) - Chapitre 176 : Danse (partie 2) - Chapitre 177 : Hésitation                                                |                  |               |                   |                   |
| 18 | 19 avril 2003    | 4-575-82816-5 | 3 décembre 2014   | 978-2-7560-3656-4 |
| Première édition : 14 mars 2007, (ISBN 978-2-7560-0186-9)Liste des chapitres : - Chapitre 178 : Incapacité - Chapitre 179 : Ce qu'est la main - Chapitre 180 : Retrouvailles - Chapitre 181 : Départ - Chapitre 182 : L'ange - Chapitre 183 : Jill - Chapitre 184 : Le Kôdôsha - Chapitre 185 : Techniques de projection - Chapitre 186 : Technique d'étranglement - Chapitre 187 : Valery Ilyuchin - Chapitre 188 : Le sambo                                                                                  |                  |               |                   |                   |
| 19 | 19 juillet 2003  | 4-575-82845-9 | 18 février 2015   | 978-2-7560-3675-5 |
| Première édition : 13 juin 2007, (ISBN 978-2-7560-0392-4)Liste des chapitres : - Chapitre 189 : L'aïki-jiu-jitsu de l'école Hakkô - Chapitre 190 : Shizuka Uesugi - Chapitre 191 : Bon présage - Chapitre 192 : L'autre Sanshirô - Chapitre 193 : Jiu-jitsu brésilien - Chapitre 194 : Entretien officieux - Chapitre 195 : Face-à-face - Chapitre 196 : Lynchage - Chapitre 197 : Le clan des dôgis noirs - Chapitre 198 : Noir/Ressin - Chapitre 199 : Tumulte des flots - Chapitre 200 : Rassemblement      |                  |               |                   |                   |
| 20 | 23 juin 2005     | 4-06-352113-3 | 11 avril 2012     | 978-2-7560-0788-5 |
| Liste des chapitres : - Chapitre 201 : Retour - Chapitre 202 : Retrouvailles - Chapitre 203 : Voix - Chapitre 204 : Changement - Chapitre 205 : Ryô Narushima - Chapitre 206 : Chancres - Chapitre 207 : Pente douce - Chapitre 208 : Tête de Turc - Chapitre 209 : Mémoire - Chapitre 200 : Porte - Chapitre 211 : Errance - Chapitre 212 : Naoto Sugawara |                  |               |                   |                   |

### Tomes 21 à 30
| no | Japonais         | Japonais          | Français          | Français          |
| no | Date de sortie   | ISBN              | Date de sortie    | ISBN              |
| --- | ---------------- | ----------------- | ----------------- | ----------------- |
| 21 | 23 juin 2005     | 4-06-352114-1     | 4 juillet 2012    | 978-2-7560-0789-2 |
| Liste des chapitres : - Chapitre 213 : Conversation - Chapitre 214 : Réveille-toi - Chapitre 215 : Karaté Kid - Chapitre 216 : One night Tournament - Chapitre 217 : Dai-nippon Kempô - Chapitre 218 : Yakushi Nyorai - Chapitre 219 : La finale - Chapitre 220 : Oni et Nyorai - Chapitre 221 : Pot à médicaments      |                  |                   |                   |                   |
| 22 | 21 octobre 2005  | 4-06-352128-1     | 12 septembre 2012 | 978-2-7560-0790-8 |
| Liste des chapitres : - Chapitre 222 : Karaté de l'école Banryû-kaï - Chapitre 223 : Hiroshi - Chapitre 224 : Le second président - Chapitre 225 : Gosaku Tengenji - Chapitre 226 : Étudier - Chapitre 227 : Ring - Chapitre 228 : Perdre connaissance - Chapitre 229 : Mourir encore et encore - Chapitre 230 : Raclée |                  |                   |                   |                   |
| 23 | 23 mars 2006     | 4-06-352140-0     | 14 novembre 2012  | 978-2-7560-0791-5 |
| Liste des chapitres : - Chapitre 231 : Tessin Daïtô - Chapitre 232 : Frères - Chapitre 233 : Fournaise - Chapitre 234 : Dans l'eau - Chapitre 235 : Fugue - Chapitre 236 : Le dernier sparring - Chapitre 237 : L'éléphant bleu de poche - Chapitre 238 : Visiteur - Chapitre 239 : Team Tôma                           |                  |                   |                   |                   |
| 24 | 23 août 2006     | 4-06-352159-1     | 13 février 2013   | 978-2-7560-3360-0 |
| Liste des chapitres : - Chapitre 240 : Raison - Chapitre 241 : Fleur et sable - Chapitre 242 : Naginata - Chapitre 243 : Goule - Chapitre 244 : Un pas - Chapitre 245 : La veille - Chapitre 246 : Affrontement - Chapitre 247 : Le premier combat - Chapitre 248 : Absence de douleur                                  |                  |                   |                   |                   |
| 25 | 22 novembre 2006 | 4-06-352169-9     | 15 mai 2013       | 978-2-7560-3361-7 |
| Liste des chapitres : - Chapitre 249 : - Chapitre 250 : - Chapitre 251 : - Chapitre 252 : - Chapitre 253 : - Chapitre 254 : - Chapitre 255 : - Chapitre 256 : - Chapitre 257 : |                  |                   |                   |                   |
| 26 | 21 octobre 2011  | 978-4-06-352381-2 | 21 août 2013      | 978-2-7560-3623-6 |
| 27 | 23 mars 2012     | 978-4-06-352402-4 | 4 décembre 2013   | 978-2-7560-3718-9 |
| 28 | 23 août 2012     | 978-4-06-352429-1 | 1er mars 2014     | 978-2-7560-5012-6 |
| 29 | 22 février 2013  | 978-4-06-352447-5 | 11 juin 2014      | 978-2-7560-5013-3 |
| 30 | 21 juin 2013     | 978-4-06-352463-5 | 24 septembre 2014 | 978-2-7560-6039-2 |

### Tomes 31 à 34
| no | Japonais          | Japonais          | Français        | Français          |
| no | Date de sortie    | ISBN              | Date de sortie  | ISBN              |
| -- | ----------------- | ----------------- | --------------- | ----------------- |
| 31 | 20 décembre 2013  | 978-4-06-352491-8 | 3 décembre 2014 | 978-2-7560-6088-0 |
| 32 | 23 mai 2014       | 978-4-06-354512-8 | 17 juin 2015    | 978-2-7560-6861-9 |
| 33 | 22 septembre 2014 | 978-4-06-354537-1 |                 |                   |
| 34 | 23 février 2015   | 978-4-06-354558-6 |                 |                   |

### Kōdansha
1. 1 2  Tome 20
2. 1 2  Tome 21
3. 1 2  Tome 22
4. 1 2  Tome 23
5. 1 2  Tome 24
6. 1 2  Tome 25
7. 1 2  Tome 26
8. 1 2  Tome 27
9. 1 2  Tome 28
10. 1 2  Tome 29
11. 1 2  Tome 30
12. 1 2  Tome 31
13. 1 2  Tome 32
14. 1 2  Tome 33
15. 1 2  Tome 34

### Delcourt
1. 1 2  Tome 1
2. 1 2  Tome 2
3. 1 2  Tome 3
4. 1 2  Tome 4
5. 1 2  Tome 5
6. 1 2  Tome 6
7. 1 2  Tome 7
8. 1 2  Tome 8
9. 1 2  Tome 9
10. 1 2  Tome 10
11. 1 2  Tome 11
12. 1 2  Tome 12
13. 1 2  Tome 13
14. 1 2  Tome 14
15. 1 2  Tome 15
16. 1 2  Tome 16
17. 1 2  Tome 17
18. 1 2  Tome 18
19. 1 2  Tome 19
20. 1 2  Tome 20
21. 1 2  Tome 21
22. 1 2  Tome 22
23. 1 2  Tome 23
24. 1 2  Tome 24
25. 1 2  Tome 25
26. 1 2  Tome 26
27. 1 2  Tome 27
28. 1 2  Tome 28
29. 1 2  Tome 29
30. 1 2  Tome 30
31. 1 2  Tome 31
32. 1 2  Tome 32